# Mamady Keïta
Ne doit pas être confondu avec Mamady Keita (homme politique).
Pour les articles homonymes, voir Keita.
Mamady Keïta né le 1er aout 1950 à Balandougou et mort en 2021 à Bruxelles, est un musicien, percussionniste et djembéfola (joueur de djembés)  guinéen.

## Biographie
Mamady Keïta est né le 1er aout 1950à Balandougou, un village situé dans le Wassolon (province de Siguiri) près du fleuve Fé, en république de Guinée. Fil d'un maître chasseur et maître des plantes et guérisseur (fida tigi en Malinké). Il a été initié au djembé dès l’âge de sept ans par Karinkadjan Kondé, djembéfola de son village.
En 1964, âgé de quatorze ans, il est sélectionné pour entrer au Ballet national Djoliba dont il deviendra plus tard l'un des solistes. Il entreprend de nombreuses tournées en Afrique, en Asie, en Europe et aux États-Unis.
En 1986, il entre au ballet Kotéba de Souleymane Koly à Abidjan. Il y adopte le surnom de Kargus pour éviter toute confusion avec Mamady Secret, l'autre Mamady Keïta de la troupe. En 1987, il participe au film La Vie Platinée, de Claude Cadiou.
En 1988, il s’établit à Bruxelles en Belgique. Il donne des cours de percussions, enseignant plus particulièrement les rythmes mandingues, au sein de l’école répercussions. Il y côtoie Zap Mama, alors professeure de chants et danses africaines. Cette même année, il crée également son nouveau groupe de musiques traditionnelles mandingues Sewa Kan, avec lequel il donne plusieurs concerts en Europe notamment en France, Pays-Bas, Italie et Allemagne.
En 1989, il sort un album intitulé Wassolon. Le succès des cours de percussions permet à Mamady d'inviter son frère Mamady Secret du ballet Koteba à le rejoindre en Europe. Ce dernier deviendra N'Toman Keïta (N'Toman signifiant homonyme en Malinké). Mama Adama Camara, du ballet Djoliba, le rejoint aussi à Bruxelles afin d'assurer les cours de danse.
En 1997, il organise avec répercussions le premier stage de percussions et de danses africaines en Guinée, bénéficiant de la collaboration du Ministère de la Culture de Guinée et du Ballet National Djoliba.
En 1991, il fonde sa propre école TamTam Mandingue asbl avec son épouse Véronique Jacobs. Laurent Chevallier réalise le film Djembéfola qui lui est consacré. En 1992, il sort un nouvel album intitulé Nankama qui signifie « né pour ça ».
En 1993, il organise, à Matoto, le premier stage en Guinée de son école TamTam Mandingue.
En 1994, il part en tournée au Japon notamment à Tokyo, Ōsaka, Okayama, Kagoshima, Hiroshima, Kawasaki avec son groupe Sewa Kan.
En 1995, il sort son troisième album intitulé Mögöbalu, le premier enregistré à Conakry avec quelques-uns de ses anciens partenaires, et les maîtres Fadouba Oularé et Famoudou Konaté. Il part en tournée aux États-Unis et au Japon pour la seconde fois.
En 1996, il consacre son album Hamana (nom d'une région de la haute Guinée) aux rythmes des Dundumba (terme signifiant « la danse des hommes forts ») avec comme invité Famoudou Konaté.
En 1998, il sort son cinquième album, Afö, avec le groupe Sewa Kan. Il fête ses dix ans de présence en Belgique, lors du Festival Couleur Café, avec un concert auxquels participent Mory Kanté, Manu Dibango, Khadja Nin, Doudou N'diaye Rose, Famoudou Konaté, Soungalo Coulibaly.
En 2000, il sort un double album, Balandugu kan, enregistré dans son village natal et en 2001, Mamady léé, où est mis en avant l'art des griots.
En 2002, dans l'album A Giaté, Mamady joue avec des musiciens de différentes ethnies. En 2004, il sort Sila Laka, qui reprend les titres de Wassolon enregistrés cette fois à Conakry, et l'édition de trois DVD pédagogiques, Les Rythmes du Mandeng, destinés à trois niveaux de maîtrise du djembé. Il sort aussi l'album Djembe master, une compilation de titres des albums précédents.
En 2006, la sortie en DVD du film Djembéfola avec en bonus Môgöbalu, les maîtres du tambour, deux réalisations de Laurent Chevalier.
En 2007, l'album Mandeng Djara est enregistré à Conakry, et une partie des images du DVD Les Rythmes du Mandeng volume 4 sont tournées à Balandugu. En 2009, il tourne à Conakry et à Bruxelles les derniers éléments du DVD Les Rythmes du Mandeng volume 4, destiné aux professionnels, et sortie de cet opus.
Il est décédé le 21 juin 2021 à Bruxelles à l'âge de 71 ans. 

## Discographie
- 1989 - Wassolon (Mamady Keïta et Sewa Kan), Fonti Musicali [6]
- 1992 - Nankama, Fonti Musicali [7]
- 1995 - Mögöbalu, Fonti Musicali [8]
- 1996 - Hamanah (Mamady Keïta et Mögöbalu), Fonti Musicali [9]
- 1998 - Afö (Mamady Keïta et Sewa Kan), Fonti Musicali [10]
- 2000 - Balandugu Kan, Fonti Musicali [11]
- 2001 - Mamady léé, Fonti Musicali [12]
- 2002 - A Giaté, Fonti Musicali [13]
- 2004 - Djembe master, Follow Me Productions (compilation) [14]
- 2004 - Master of Percussion vol. 2 (Yelemba, Guem, Mamady Keïta) Follow Me Productions (compilation) [15]
- 2004 - Sila Laka, Fonti Musicali [16]
- 2005 - Live @ Couleur Café [17]
- 2007 - Mandeng Djara, Fonti Musicali [18]
- 2010 - Hakili [19]

## DVD
- 2004 - Les Rythmes du Mandeng volume 1 (débutants), Fonti Musicali [20]
- 2004 - Les Rythmes du Mandeng volume 2 (moyens), Fonti Musicali [21]
- 2004 - Les Rythmes du Mandeng volume 3 (confirmés), Fonti Musicali [22]
- 2006 - Djembéfola + Mögöbalu, les maîtres du tambour, réalisations Laurent Chevallier, Fonti Musicali [23]
- 2008 - Rythmes traditionnels du Mandingue (Débutants), TTM USA [24]
- 2008 - Rythmes traditionnels du Mandingue (Intermédiaires), TTM USA [25]
- 2008 - Rythmes traditionnels du Mandingue (Avancés), TTM USA [26]
- 2009 - Les Rythmes du Mandeng volume 4, Solos, Breaks, Techniques no 1, Fonti Musicali [27]
- ?- Djembé Kan[28]